# Hydroglyphus farquharensis
Hydroglyphus farquharensis là một loài bọ cánh cứng trong họ Bọ nước. Loài này được Scott miêu tả khoa học năm 1912.